# Hszia-házbeli Hsziang
Hszia (Xia)-házbeli Hsziang (Xiang) a félig legendás Hszia (Xia)-dinasztia 5. uralkodója, aki a hagyományos kronológia szerint 28 évig (kb. i. e. 2075-2047) uralkodott.

## Származása, családja
Hsziang (Xiang) a dinasztia 4. uralkodójának, Csung Kang (Zhong Kang)nak a fia, aki apja halála után lépett trónra, és lett a Hszia (Xia)-dinasztia 5. uralkodója. A feltehetően i. e. 2046-ban bekövetkezett halála után, mintegy négy évtizednyi szünet után, fia, Sao Kang (Shao Kang) követte a trónon.

## Élete és uralkodása
Életéről, akárcsak a legtöbb Xia (Hszia) uralkodónak az életéről meglehetősen kevés információt tartalmaznak a források. A korai történeti művek általában csak szűkszavú, a legfontosabb eseményekre koncentráló, kronologikus felsorolást tartalmaznak. Hsziang (Xiang) uralkodása idején a Bambusz-évkönyvek szerint a következők történtek:
- Trónra lépésére a vu-hszü (wuxu) 戊戌 naptári ciklusjelű évben került sor, a fővárosát Sangcsiu (Shangqiu)ba 商丘 rendezte be, és megtámadta a Huaj (Huai)-folyónál 淮 élő barbárokat (ji (yi) 夷).[1]
- Uralkodása 2. esztendejében megtámadta a feng 風 ('szél') és a huang 黃 ('sárga') barbárokat.[2]
- Uralkodása 7. esztendejébe a jü (yu) 于 barbárok eljöttek hozzá behódolni.[3]
- Uralkodása 8. évében Han Cso (Han Zhuo) 寒浞 hadúr megölte Hou-ji (Houyi)t, a mesteríjászt, majd pedig elküldte fiát Csiao (Jiao)t 澆, hogy támadja meg Kuo (Guo)t 過.[4]
- Uralkodása 9. esztendejében áttelepítette a fővárost Csenkuan (Zhenguan)ba 斟灌.[5]
- Uralkodása 15. esztendejében egyik vazallusa, Hsziang-si (Xiangshi) 相土, aki egyben sang (shang) törzs ura (sang hou (shang hou) 商侯) is volt, visszatelepült Sangcsiu (Shangqiu)ba.[6]
- Uralkodása 20. esztendejében Han Cso (Han Zhuo) hadúr megsemmisítette Ko (Ge)t 戈.[7]
- Uralkodása 26. esztendejében Han Cso (Han Zhuo) elküldte a fiát, Csiao (Jiao)t, hogy támadja meg a fővárost, Csenkuan (Zhenguan)t.[8]
- Uralkodása 27. esztendejében Csiao (Jiao) megtámadta a Hszia (Xia)-házat a Csenhszün (Zhenxun)ben 斟鄩 lévő Vej (Wei)nél 濰, és nagy vereséget mért rá.[9]
- Uralkodása 28. esztendejében Han Cso (Han Zhuo) utasította a fiát, Csiao (Jiao)t, hogy végezze ki az uralkodót, Hsziang (Xiang)ot. Az uralkodó várandós felesége Juzseng (Youreng)be 有仍 menekült,[10] és fiúkat, a trónörökös Sao Kang (Shao Kang)ot is itt szülte meg,[11] aki majd 19 évesen foglalja vissza a fővárost és apja trónját.[12]